# Les Clayes-sous-Bois
 Les Clayes-sous-Bois  es un municipio y comuna francesa, en la región de Isla de Francia, departamento de Yvelines, en el distrito de Versailles y cantón de Plaisir. En el año 2007 tenía 17.275 habitantes.

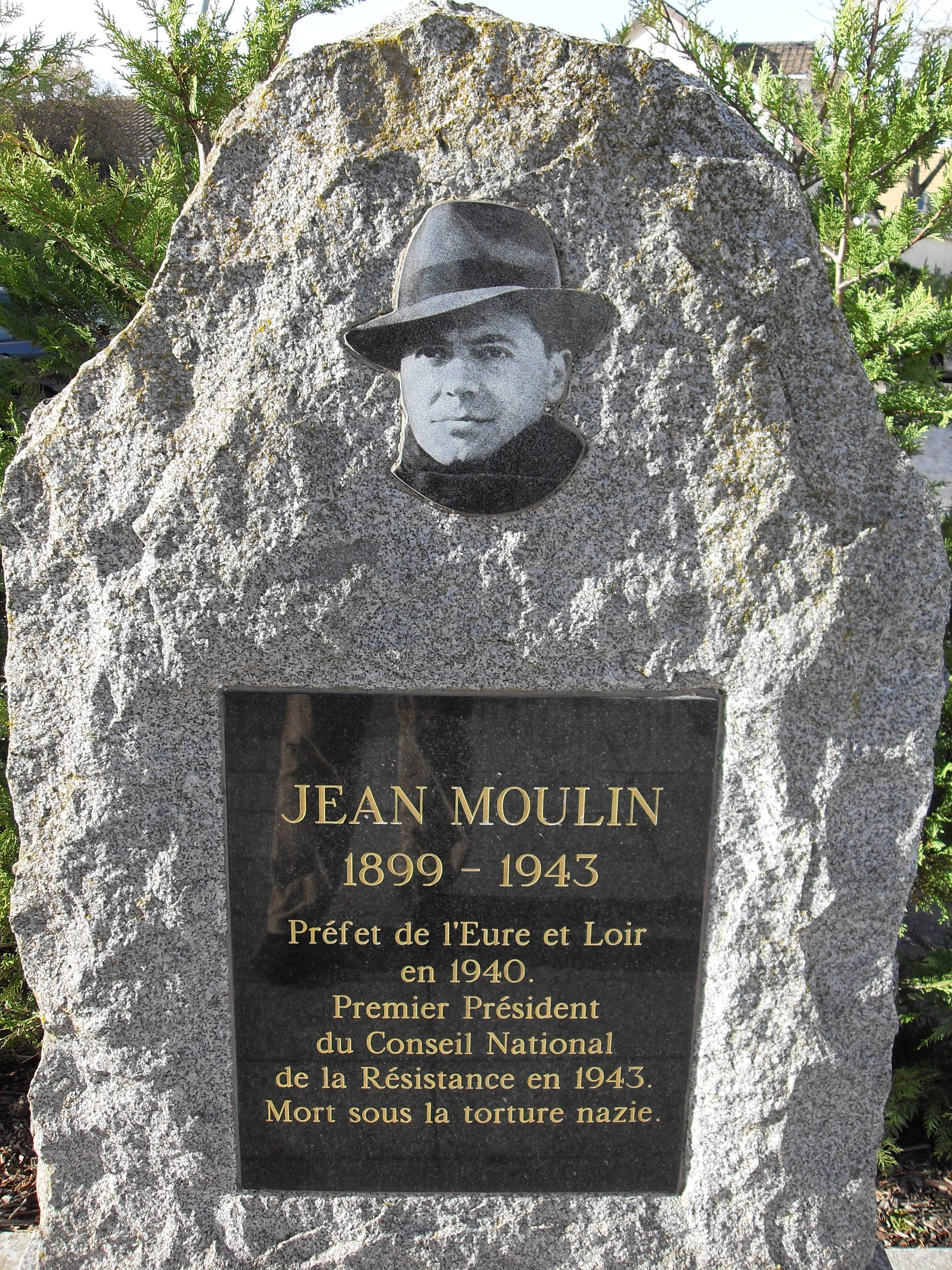
Monumento dedicado al resistente Jean Moulin

## Demografía

### Población
En 2007 la población de facto de Les Clayes-sous-Bois era de 17.275 personas. había 6.639 familias de las cuales 1.629 eran unipersonales (618 hombres viviendo solos y 1.011 mujeres viviendo solas), 1.838 parejas sin hijos, 2.418 parejas con hijos y 754 familias monoparentales con hijos.
La población ha evolucionado según el siguiente gráfico:
Habitantes censados

### Viviendas
En 2007  había 7.009 viviendas, 6.755 eran la vivienda principal de la familia, 26 eran segundas residencias y 229 estaban desocupados. 3.154 eran casas y 3.842 eran apartamentos. De las 6.755 viviendas principales, 4.299 estaban ocupados por sus propietarios, 2.361 estaban alquilados y ocupados por los locatarios y 94 estaban cedidos a título gratuito; 212 tenían una cámara, 466  tenían dos, 1.734  tenían tres, 2.185  tenían cuatro y 2.157  tenían cinco o más. 5.221 viviendas disponían por lo menos de una plaza de aparcamiento. En 3.625 viviendas  había un automóvil y en 2.327 había dos o más.

## Economía
En 2007 la población en edad de trabajar era de 11.409 personas, 8.506 eran activas y 2.903 eran inactivas. De las 8.506 personas activas 7.886 estaban ocupadas (3.984 hombres y 3.902 mujeres) y 620 estaban paradas (303 hombres y 317 mujeres). De las 2.903 personas inactivas 955 estaban jubiladas, 1.206 estaban estudiando y 742 estaban clasificadas como "otros inactivos".

### Ingresos
En 2009 a Les Clayes-sous-Bois  había 6.802 unidades fiscales que integraban 17.879 personas, la mediana anual de ingresos fiscales por persona era de 22.233€.

### Actividades económicas
De los 566 establecimientos que  había en 2007, 1 era de una empresa extractiva, 9 de empresas alimentarias, 11 de empresas de fabricación de material eléctrico, 25 de empresas de fabricación otros productos industriales, 86 de empresas de construcción, 117 de empresas de comercio y reparación de automóviles, 31 de empresas de transporte, 24 de empresas de hostatgeria y restauración, 18 de empresas de información y comunicación, 26 de empresas financieras, 36 de empresas inmobiliarias, 72 de empresas de servicios, 78 de entidades de la administración pública y 32 de empresas clasificadas como "otras actividades de servicios".
De los 151 establecimientos de servicio a los particulares que  había en 2009, 1 era una oficina de correo, 7 oficinas bancarias, 9 talleres de reparación de automóviles y de material agrícola, 2 autoescuelas, 15 albañiles, 15 escayolistas pintores, 13 carpinterías, 20 fontanerías, 8 electricistas, 6 empresas de construcción, 13 peluquerías, 3 veterinarios, 1 agencia de trabajo temporal, 16 restaurantes, 14 agencias inmobiliarias, 2 tintorerías y 6 salones de belleza.
De los 48 establecimientos comerciales que  había en 2009, 1 era un hipermercado, 1 un supermercado, 2 tiendas de más de 120 m², 6 botiges de menos de 120 m², 8 panaderías, 5 carnicerías, 1 una tienda de congelados, 4 librerías, 2 tiendas de ropa, 8 tiendas de equipamiento del hogar, 4 tiendas de electrodomésticos, 4 tiendas de muebles, 1 una tienda de material deportivo y 1 una joyería.

## Equipamientos sanitarios y escolares
Los 8 equipamientos sanitarios que  había en 2009 eran farmacias.
En 2009  había 8 escuelas maternales y 6 escuelas elementales. Les Clayes-sous-Bois disponía de 2 colegios de educación secundaria con 927 alumnos.

## Evolución demográfica
| 254                       | 264 | 289 | 275 | 257 | 261 | 264 | 268 | 273 | 248 | 315 | 255 | 283 | 292 | 289 | 288 | 305 | 290 | 306 | 315 | 315 | 319 | 810 | 1 453 | 1 796 | 2 113 | 2 590 | 6 079 | 9 954 | 14 695 | 17 158 | 16 819 | 17 059 | 17 275 |
| (Fuente: INSEE y Cassini) |     |     |     |     |     |     |     |     |     |     |     |     |     |     |     |     |     |     |     |     |     |     |       |       |       |       |       |       |        |        |        |        |        |